# Torcé-en-Vallée
Torcé-en-Vallée är en kommun i departementet Sarthe i regionen Pays de la Loire i nordvästra Frankrike. Kommunen ligger i kantonen Montfort-le-Gesnois som tillhör arrondissementet Mamers. År 2022 hade Torcé-en-Vallée 1 412 invånare.

## Befolkningsutveckling
Antalet invånare i kommunen Torcé-en-Vallée
| Referens: INSEE |